# Wang Tao
Wang Tao (Chino simplificado: 汪涛; Chino tradicional: 汪濤), (Kunming, 1962) es un arqueólogo e historiador del arte chino-británico que se especializó en Arte de China temprano. También es conocido por su trabajo en las primeras inscripciones en huesos de oráculo y bronces rituales. Está casado con la numismática y traductora Helen Wang.

## Educación
Wang nació en Kunming en 1962. Estudió literatura china en la Universidad Normal de Yunnan y realizó trabajos de posgrado en la Academia de Arte de China. Wang se mudó a Londres en 1986. Estudió con Sarah Allan en la Universidad SOAS de Londres y obtuvo su doctorado en 1993. Su tesis se tituló Simbolismo del color en la China tardía de Shang.

## Trayectoria
Después de obtener su doctorado, Wang asumió un puesto como profesor de arqueología china en SOAS. Fue presidente del Centro de Estudios Chinos de SOAS de 2005 a 2008. Más tarde fue nombrado profesor titular en SOAS y University College London. Trabajó con Peter Ucko del Instituto de Arqueología de la UCL para desarrollar vínculos con los departamentos de arqueología en China y ayudó a fundar el Centro Internacional para el Patrimonio y Arqueología de China (ICCHA), un centro de investigación establecido conjuntamente por la UCL y la Universidad de Pekín. Jugó un papel decisivo en la organización de la publicación de la tesis de Xia Nai "Cuentas del Antiguo Egipto" (70 años después de que Xia Nai la completara). También trabajó para promover vínculos entre los mercados privados del arte en China y el Reino Unido.
En 2012, Wang dejó el Reino Unido para ocupar un puesto como vicepresidente senior y director de trabajos chinos en Sotheby's en Nueva York. En 2015, fue nombrado curador de arte chino y presidente de Pritzker en el Art Institute of Chicago.
Otros cargos ocupados por Wang 
- Miembro visitante en el Museo del Palacio de Beijing, la Academia China de Ciencias Sociales y el Centro de Estudios del Sudeste Asiático de Yunnan
- Profesor invitado de la Universidad de Yunnan; y miembro de la junta académica del Museo Nacional de Escritura China
- Miembro de los consejos editoriales de Early China Journal, Bulletin of the Museum of Far Eastern Antiquities, Chinese Archaeology Journal (edición en inglés) y East Asian Journal: Studies in Material Culture .
- Editor jefe de la serie Art, Collecting and Connoisseurship de Shanghai Fine Art Press
- Consultor y presentador para BBC y Discovery Channel
- Juez del festival anual de arte asiático en Londres

## Publicaciones seleccionadas
- 2018 (ed. ) Reflejando el pasado de China: Emperadores, académicos y sus bronces (con capítulos de Sarah Allan , Jeffrey Moser, Su Rongyu, Zhixin Sun, Zhou Ya, Liu Yu y Lu Zhang), Art Institute of Chicago, 2018, para coincidir con una importante exposición en 2018.[10]
- 2012 "La inspiración arqueológica para el arte chino contemporáneo" en Michael Goedhuis (ed. ), Ink: The Art of China (Londres, 2012), págs.  17-19.[5]
- 2012 "Tradición y antitradición en la caligrafía china contemporánea" en Helen Wang (ed. ) La música de la tinta (Saffron Books, Londres).[11]

Sobre arqueología
- 2013 (con Denis Thouard) "Haciendo nuevos clásicos: la arqueología de Luo Zhenyu y Victor Segalen", en Humphreys S., Wagner R. (eds), Modernity's Classics. Investigación transcultural: estudios de Heidelberg sobre Asia y Europa en un contexto global (Springer: Berlín, Heidelberg).[12]
- 2011 "'Arqueología pública' en China: una investigación preliminar", en Okamura K., Matsuda A. (eds) Nuevas perspectivas en la arqueología pública global
- 2011 (con Luca Zan) "Gestión y presentación de sitios chinos para la Lista del Patrimonio Mundial de la UNESCO (UWHL)", Instalaciones 29: 7/8, 313-325.[13]
- 2007 (con Peter Ucko ) "Práctica y programas de estudios de campo arqueológicos tempranos en China e Inglaterra", en P. Ucko, L. Qin y J. Hubert (eds), From Concept of the Past to Practical Strategies: the Teaching of Archaeological Field Técnicas (Saffron Press London)
- 1999 (con Roderick Whitfield) Explorando el pasado de China: nuevos descubrimientos y estudios en arqueología y arte (Saffron Press, Londres)

Sobre inscripciones tempranas
- 2007 "Animales del ritual Shang: color y significado (parte 1)", Boletín de SOAS, 70 (2), págs. 305–372.
- 2007 "Animales del ritual Shang: color y significado (parte 2)", Boletín de SOAS, 70 (3). páginas. 539–567.
- 1995 (con N. Postgate y T. Wilkinson), "La evidencia de la escritura temprana: ¿utilitaria o ceremonial?" , Antigüedad, 69 (264), 459-480. Esto ganó el Premio de la Antigüedad 1995.[14]
- 2007 (con Hu Pingsheng 胡平生 y Frances Wood ), Yingguo guojia tushuguan cang Sitanyin suohuo weikan Hanwen jiandu 《英國 國家 圖書館 藏 斯坦 因 所獲 未 刊 漢文 簡 牘》 [Labios de madera de la dinastía Han inéditos en la colección Stein ] Shanghai cishu chubanshe, 2007)ISBN 9787532620982

Sobre bronces chinos
- 2007 (con Liu Yu), una selección de los primeros bronces chinos inscritos de las ventas de Sotheby's y Christie's.[15]
- 2007 Colección Meiyintang de antiguos bronces chinos (汪濤: 《中國 銅器》)ISBN 9780955335716

Traducciones
- 2010 《龟 之 谜 （修订 版） —— 商代 神话 、 祭祀 、 艺术 和 宇宙观 研究》 (2010) - Traducción al chino de La forma de la tortuga de Sarah Allan - Arte, mito y cosmos en la China temprana.[16]

Películas documentales
- 2001 El extraño caso del hombre de Pekín (Granite Productions).[17]

Libros para niños
- 1995 Exploración en China[18]